# 슈타이니바흐역
슈타이니바흐역(독일어: Bahnhof Steinibach)은 스위스 베른주의 촐리코펜 지자체에 있는 기차역이다. 베른-졸로투른 지역교통의 1,000mm 미터궤 촐리코펜-베른 철도의 중간역이다.

## 운행편
다음 서비스는 슈타이니바흐에서 정차한다:
- 베른 S-반 S9 : 베른과 운터촐리코펜 사이에서 15분 간격으로 운행한다.